# Bodebarsaien
Bodebarsaien – gaun wikas samiti we wschodniej części Nepalu w strefie Sagarmatha w dystrykcie Saptari. Według nepalskiego spisu powszechnego z 2001 roku liczył on 727 gospodarstw domowych i 4967 mieszkańców (2386 kobiet i 2581 mężczyzn).